# Гуннар Гейберг
Гуннар Едвард Роде Гейберг (18 листопада 1857 — 22 лютого 1929) — норвезький поет, драматург, журналіст і театральний критик.

## Особисте життя
Він народився у Християнії у родині судді Едварда Омсена Гейберга (1829—1884) та його дружини Мінни (Вільгельміни) Роде (8 червня 1836—1917). Він був братом Якоба, Антона й Інге Гайбергів, а також дядьком Ганса Гайберга, двоюрідного брата Ейвінда Гайберга, Густава Адольфа Ламмерса Гайберга, Гельге Роде та Крістофера Ганстіна, двоюрідного брата Бернта, Аксель й Едвард Гейбергів і троюрідний брат Єна Гейберга.
Він був одружений з акторкою Дідрікке Толлефсен (1863—1915), з якою познайомився у Бергені між 1 квітня 1885 і 1896 роком. Через її проблеми зі зловживання алкоголем він залишив її у 1892 році. У 1896 році пара розлучилася. 15 квітня 1911 року він одружився з Біргіт Фрііс Штольц Блер (1880—1933). Через сестру своєї другої дружини він був зятем Сігурда Бедткера.

## Кар'єра
Гейберг закінчив середню школу у 1874 році та вступив на юридичний факультет. У студентські роки він написав вірш через який його ледь не вигнали з університету. Подружившись із Герхардом Граном, він потрапив під вплив Чарльза Дарвіна, Георга Брандеса та Юхана Свердрупа. Він став культурним радикалом і дебютував як поет у 1878 році. Восени того ж року він провів час у Римі разом з Генріком Ібсеном і Єнсом Петером Якобсеном. Свою першу п'єсу «Tante Ulrikke» він написав у 1877 році, але вийшла друком лише у 1884 році, а поставлена у 1901 році. Першою п'єсою, яку поставили на сцені, була «Конг Мідас», прем'єра якого відбулася у Копенгагенському королівському театрі Данії у 1890 році.
З 1880 до 1882 рік працював журналістом у «Dagbladet». Згодом він був журналістом у «Verdens Gang» з 1896 до 1903 рік, а також паризьким кореспондентом цієї газети з 1897 до 1901 рік (серед іншого під час справи Дрейфуса). Був також театральним критиком. З 1884 до 1888 рік він працював художнім керівником театру Національна сцена у Бергені. Він залишив посаду, коли директор і правління театру відмовилися поставити п'єсу Бйорнстьєрне Б'єрнсона «Конген». Найвідоміші його п'єси — «Balkonen» («Балкон», 1894) і «Kjærlighedens Tragedie» («Трагедія кохання», 1904).

### Антишведські настрої
Гейберг вороже ставився до Оскара II, короля Шведсько-норвезької унії. У 1896 році він написав книгу «Hs. Majestæt», спочатку опублікований як серія статей у «Verdens Gang». Книга була дуже критичною стосовно Оскара II, випливаючи з новинної історії, що король під час процесії у Стерені особисто зняв капелюха з голови фермера. Коли книга вийшла друком видавництво Olaf Norlis Forlag не наважилося помістити її назву на обкладинці. Невдовзі видавництву пригрозили судовими діями. Майже всі 1100 примірників були знищені через самоцензуру.
У 1905 році Гейберг виступив як агітатор за розірвання Шведсько-норвезської унії. 16 січня 1905 року на прем'єрі «Kjærlighedens Tragedie» Він виступив проти унії, заявивши, що мирне продовження нинішніх умов між Швецією та Норвегією неможливе. Гейберг був категоричний, що єдиним прийнятним рішенням буде вільна та незалежна норвезька держава, і що в цьому відношенні не можна йти на компроміс. На заході був присутній колишній (1900—1902) міністр оборони Ліберальної партії Норвегії Георг Станг, яким Гейберг дуже захоплювався за його роботу над будівництвом багатьох оборонних укріплень уздовж норвезько-шведського кордону. Після своєї промови Гейберг підійшов до полковника Станг, сказав тост, обійняв за шию та вигукнув: «Я люблю тебе». Унія розвалилася, але Гейберг також виступав проти Карлстадського договору, умови якого він вважав «принизливими». Одним з головних спірних моментів Гейберга щодо Карлстадського договору була згода Норвегії демонтувати прикордонні укріплення, він написав в «Dagbladet» від 13 вересня 1905 року, що «чесна війна є набагато менш вогкою та бридкою, ніж ганебний мир». Крім того, як республіканець, він не хотів, щоб нова монархія зійшла на престол; це сталося після норвезького монархічного плебісциту 1905 року. Збірка промов на всі ці теми вийшла друком у 1923 році під назвою «1905». У п'єсі «Jeg vil værge mit land» («Я буду/хочу захищати свою країну») 1912 року Гейберг напав на Кристіана Мікельсена, республіканця, який працював над розпуском унії, але виступав за монархію.
З 1923 отримував письменницьку стипендію від держави. Він помер у листопаді 1929 року в Осло. Його поховали на Західному цвинтарі.

## Виноски
1. ↑  норв. En hederlig krig er adskillig mindre lummer og pestbringende enn en uhederlig fred. Norland 2004: 230